# جیمی ریس
جیمی رِیِس (به انگلیسی: Jaime Reyes) یک شخصیت خیالی ابرقهرمان در کتاب‌های کامیک آمریکایی منتشر شده توسط دی‌سی کامیکس است. این شخصیت توسط کیث گیفن، جان راجرز و کالی همنر خلق شده‌است؛ که برای اولین بار در شمارهٔ ۳ از مجموعه کمیک اینفینیت کرایسس (فوریه ۲۰۰۶) حضور پیدا کرد. جیمی ریس به عنوان سومین شخصیت در دنیای دی‌سی به‌شمار می‌رود که عنوان بلو بیتل را به یدک می‌کشد.
جیمی یک دانش‌آموز معمولی مدرسه متوسطه در ال پاسو، تگزاس بود که توانایی‌های خود را از اِسکرب (موجودی بیگانه به شکل سوسک سرگین‌چرخانان)، پس از اینکه تِد کُرد (دومین تجسم از شخصیت بلو بیتل) آن را گم کرد بدست آورد. او بواسطه اسکرب توانایی‌های زیادی پیدا می‌کند و قادر است از بی‌گناهان محافظت کند. مدتی کوتاه پس از مرگ شخصیت کرد، اسکرب با جیمز پیوند می‌خورد و برای او لباس زره‌پوش فرازمینی فراهم می‌سازد. ریس به سرعت رابطه کاری خود را با بوستر گلد، بهترین دوست و هم تیمی سابق تد کرد شکل می‌دهد و به تیم تایتان‌های نوجوان ملحق می‌شود.

## خاستگاه
تِد کُرد قبل از مرگش، اِسکرب شخصیت دن گرت (نخستین تجسم از شخصیت بلو بیتل) را در داخل سنگ اترنیتی همراه با شزم جادوگر رها کرد. این سنگ بعدها در نبرد عرفانی میان شزم و اسپکتر تخریب شد، و اسکرب در زمین‌های خالی واقع در ال پاسو، تگزاس فرود آمد. در این حین اسکرب توسط یک دانش‌آموز دبیرستانی به نام جیمی ریس پیدا شد. اسکرب خود را با بدن جیمی پیوند داد و وارد رابطه‌ای بسیار قوی‌تر با این پسر نسبت به میزبان قبلی خود دن گرت شد (زیرا تِد کُرد هرگز قادر به استفاده از آن نشد). اسکرب به جیمی اجازه می‌داد تا بدن خود را درون یک زره بیومکانیک پوشش دهد که می‌توانست باعث افزایش قدرت، سرعت، پایداری و همچنین ایجاد سلاح، بال و سپر دفاعی شود. بتمن و گروهش سعی در ردیابی جیمی کردند زیرا اِسکرب او تنها چیزی بود که قادر به یافتن برادر آی و جلوگیری از آن بود. پس از نابودی برادر آی، جیمی به مدت یک سال تمام در بین ابعاد به دام افتاد و از این رو مجبور شد راز خود را برای خانواده و دوستانش آشکار سازد.